# Новый Карачай
Но́вый Карача́й (карач.-балк. Джангы Къарачай, Джангы эл, Акъ Къала) — посёлок городского типа в Карачаевском районе Карачаево-Черкесии (Россия).
Образует муниципальное образование Ново-Карачаевское городское поселение как единственный населённый пункт в его составе.

## География

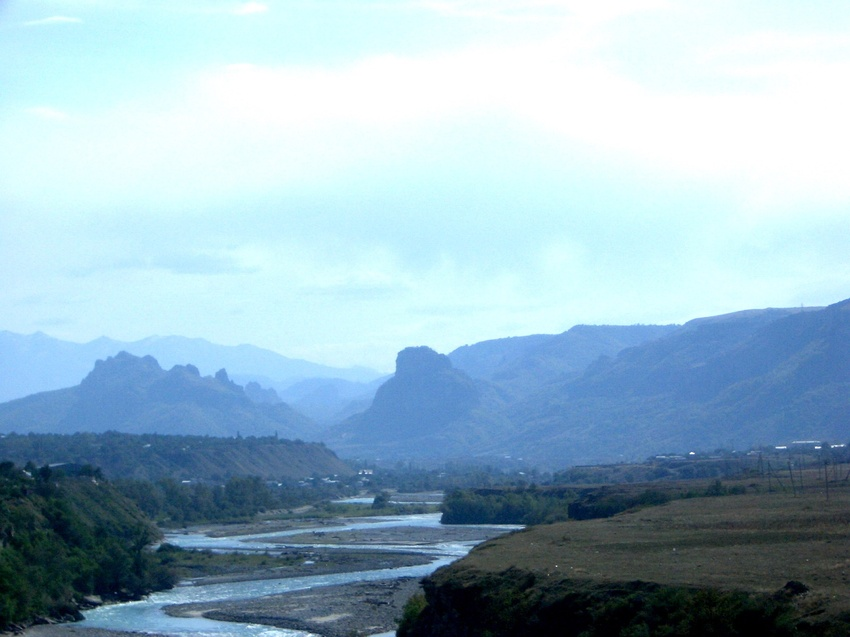
Вид вдоль русла Кубани. Вдалеке, под горой Монастырской (1157 м) — село имени Коста Хетагурова, слева, на восточном берегу — пгт Новый Карачай

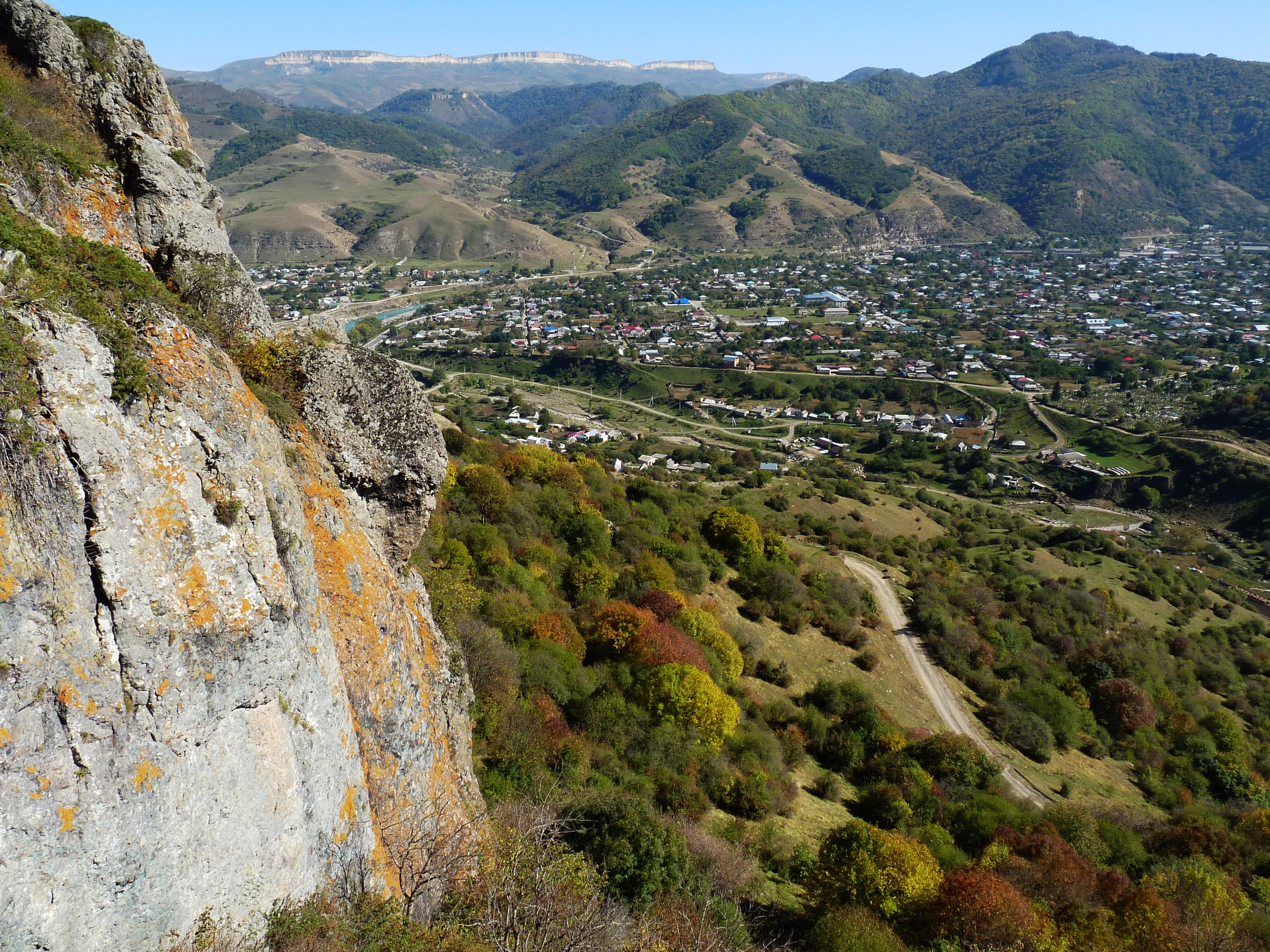
Вид на село имени Коста Хетагурова с горы Монастырской. В верхней части снимка слева, за рекой — пгт Новый Карачай. В балке под горой протекает Большая Шоана

Посёлок расположен на приподнятой террасе правобережья Кубани, ограниченной с юга устьем реки Шупшурун (Шупшурук). В северной части этой террасы, в районе устья реки Кубрань, находится посёлок Малокурганный, с востока она ограничена горами, которые на средних склонах поросли лесом (преимущественно берёза и ольха). Северо-восточнее Нового Карачая, в долине Кубрани, находится небольшой посёлок Кубрань, также ранее находился ныне не существующий посёлок Правобережный, имелись шахты (шахта № 24, шахта № 6 и другие). Юго-восточнее посёлка, по правому берегу, уже начинаются окраины города Карачаевска.
Севернее и северо-западнее, на левом берегу Кубани, расположен посёлок городского типа Орджоникидзевский. Западнее, юго-западнее и южнее Нового Карачая, тоже на террасе левого берега, располагается село имени Коста Хетагурова, в черте которого в Кубань впадают Большая и Малая Шоана. Через Орджоникидзевский и село имени Коста Хетагурова по левому берегу проходит Военно-Сухумская дорога. Над нею, от устья реки Малая Шоана и далее на север, в том числе в черте пгт Орджоникидзевский, возвышаются скалы Сказка — геологический памятник природы регионального значения, интересный тем, что очертания скал могут в зависимости от угла зрения напоминать контуры людей, животных, сказочных персонажей и неодушевлённых предметов.

## История

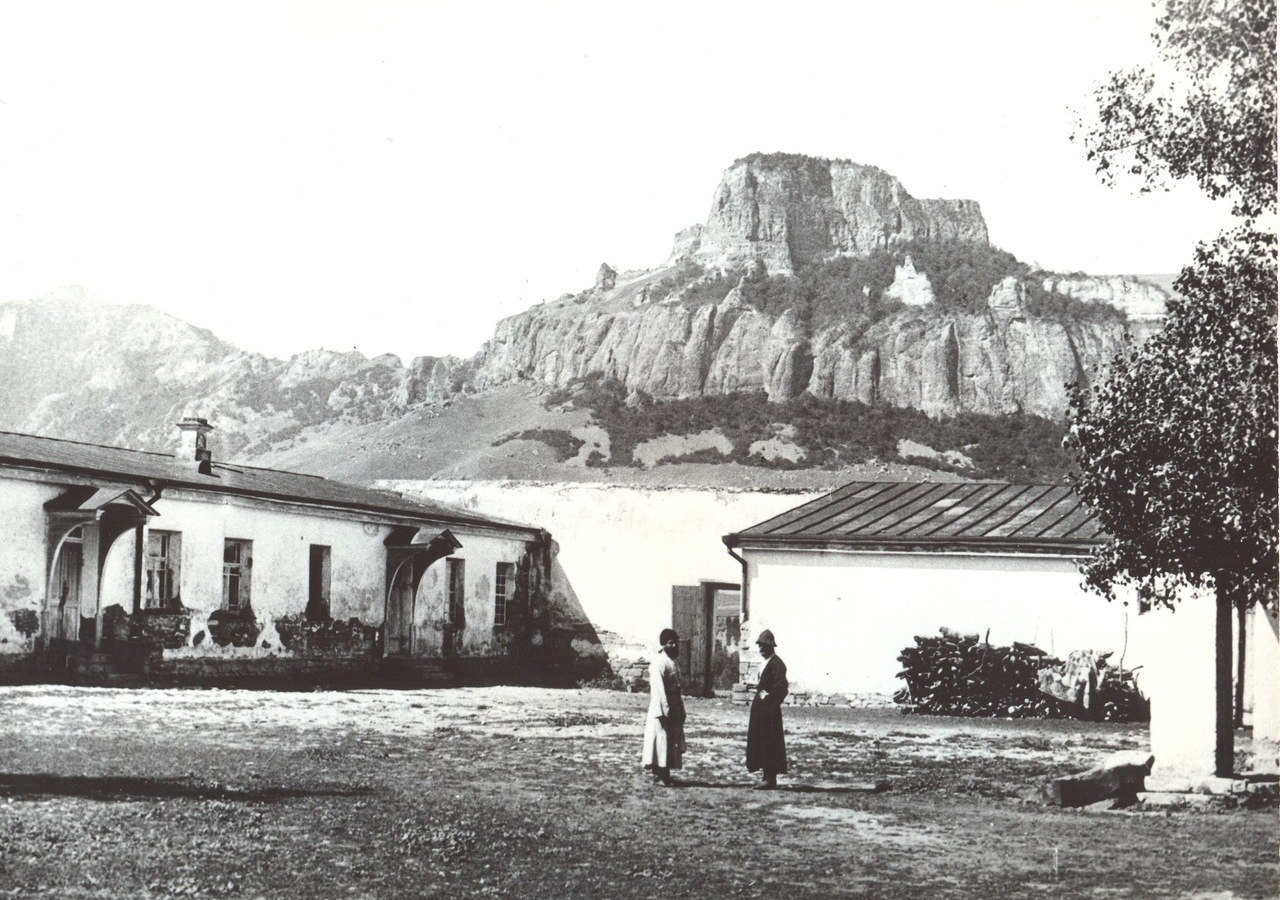
Воронцово-Карачаевский, начало XX века

Ранее в районе нынешнего пгт Новый Карачай располагалось входившее в состав Кубанской кордонной линии русское военное укрепление Хумаринское, основанное в 1829 году (также встречается другая дата — 1833 год). До 1840 года укрепление находилось севернее, у современного посёлка Малокурганного, с 1841 года было перенесено южнее, приблизительно на то место, где сейчас находится Новый Карачай. По некоторым сведениям, в 1860-х годах в Хумаринском укреплении находилось управление Эльбрусского (Карачаевского) военно-народного округа Кубанской области (также дом начальника округа располагался в Верхне-Николаевском укреплении). Начальником округа в тот период являлся Н. Г. Петрусевич. При нём Хумаринское укрепление было в очередной раз перестроено и приобрело форму прямоугольной белокаменной крепости, в связи с чем получило среди местных карачаевцев название карач.-балк. Акъ Къала — «Белая Крепость».
Сам посёлок основан весной 1909 года карачаевцами, переселенцами из высокогорного аула Хурзук — Лайпановыми, Элькановыми и Тоторкуловыми (всего 37 семей). В связи со стихийными бедствиями в Учкуланском ущелье жители Хурзука решили просить наместника на Кавказе графа И. И. Воронцова-Дашкова выделить им землю в долине Кубани ближе к станице Красногорской. Основанный посёлок первоначально носил название аула Воронцово-Карачаевского (Воронцовского) — в честь кавказского наместника, давшего согласие на образование нового поселения.
Воронцово-Карачаевский входил в Баталпашинский отдел Кубанской области. К 1915 году в ауле постоянно проживало уже около 15 семей. Аул с правильной регулярной планировкой был сформирован несколькими фамильными кварталами, образованными родами, основавшими поселение (по некоторым данным, названия таких фамильных кварталов сохранились до сих пор). В населённом пункте была построена мечеть и при ней — медресе.
Есть сведения, что в советский период аул некоторое время именовался Ак-Кала. По данным переписи 1926 года, аул, уже с названием Новокарачаевский, был центром сельсовета Хумаринского района Карачаевской автономной области Северо-Кавказского края, включавшего помимо собственно аула также карачаевский хутор Солпагоровский и колонию при больнице-лепрозории. В самом ауле в 196 хозяйствах проживало 1078 человек (554 мужчины и 524 женщины), из них 1056 человек — карачаевцы (98 %).
В 1930 году в ауле был образован колхоз имени Ленина. Есть данные, что колхозники из Новокарачаевского принимали участие в конном пробеге вокруг Главного Кавказского хребта в 1936 году, участвовали во Всесоюзной сельскохозяйственной выставке в предвоенные годы. В период Великой Отечественной войны из аула было призвано 232 человека, из них не вернулось — 152.
После депортации карачаевцев населённый пункт получил название Правобережное и остался в Ставропольском крае (тогда как большая часть современного Карачаевского района была передана Грузинской ССР). С 1957 года — в Карачаево-Черкесской АО.
В 1957 году указом Президиума Верховного Совета РСФСР село Правобережное переименовано в аул Новый Карачай.
Статус посёлка городского типа — с 1958 года.

## Население
| 1959  | 1970  | 1979  | 1989  | 2002  | 2010  | 2012  |
| ----- | ----- | ----- | ----- | ----- | ----- | ----- |
| 4675  | ↘2098 | ↗2135 | ↗2138 | ↗2163 | ↗3035 | ↗3104 |
| 2013  | 2014  | 2015  | 2016  | 2017  | 2018  | 2019  |
| ↗3195 | ↗3247 | ↗3252 | ↘3247 | ↗3295 | ↗3299 | ↘3275 |
| 2020  | 2021  | 2023  | 2024  | 2025  |       |       |
| ↘3262 | ↘3198 | ↘3169 | ↗3196 | ↘3191 |       |       |

Национальный состав

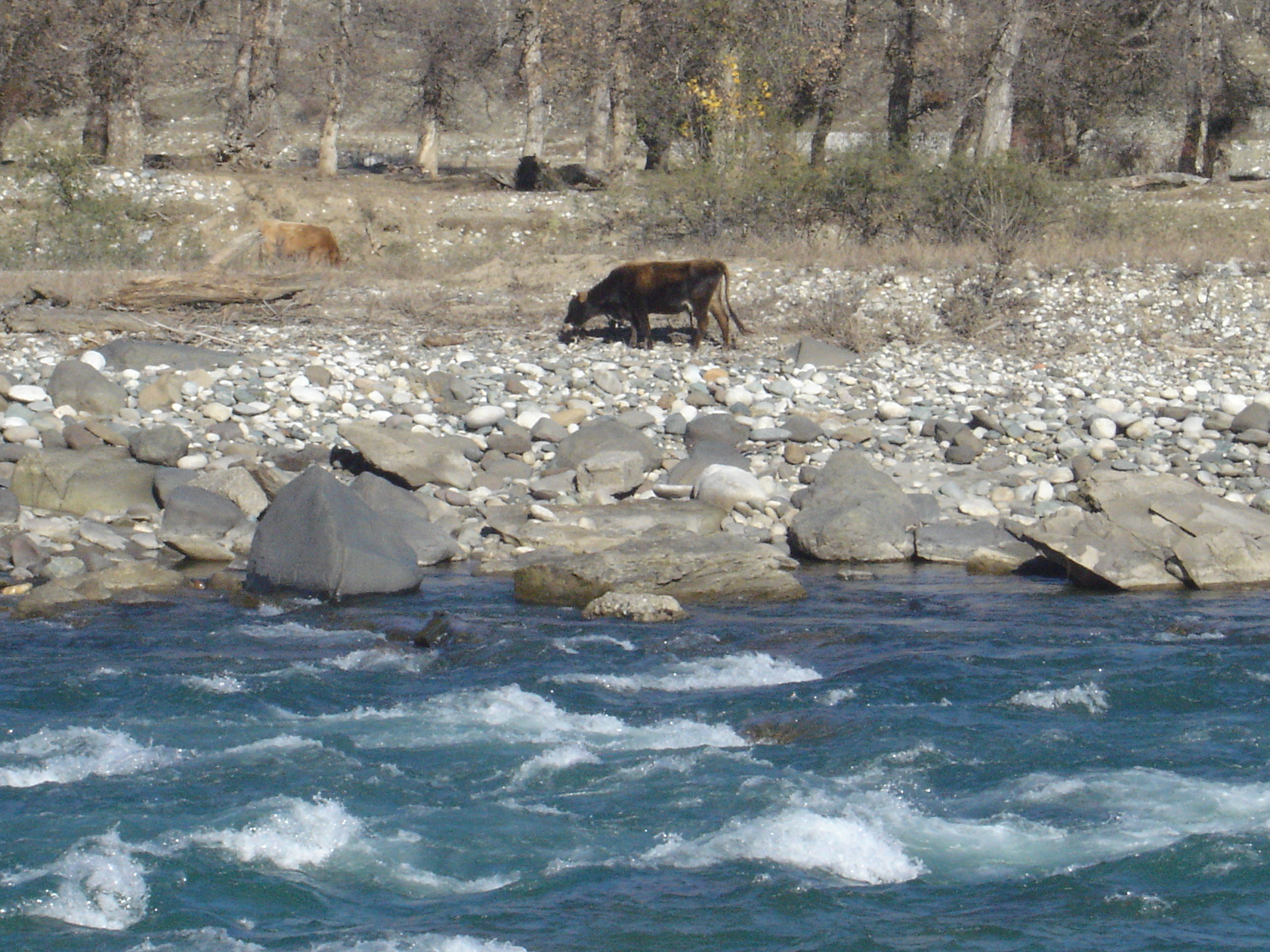
Кубань в районе Нового Карачая

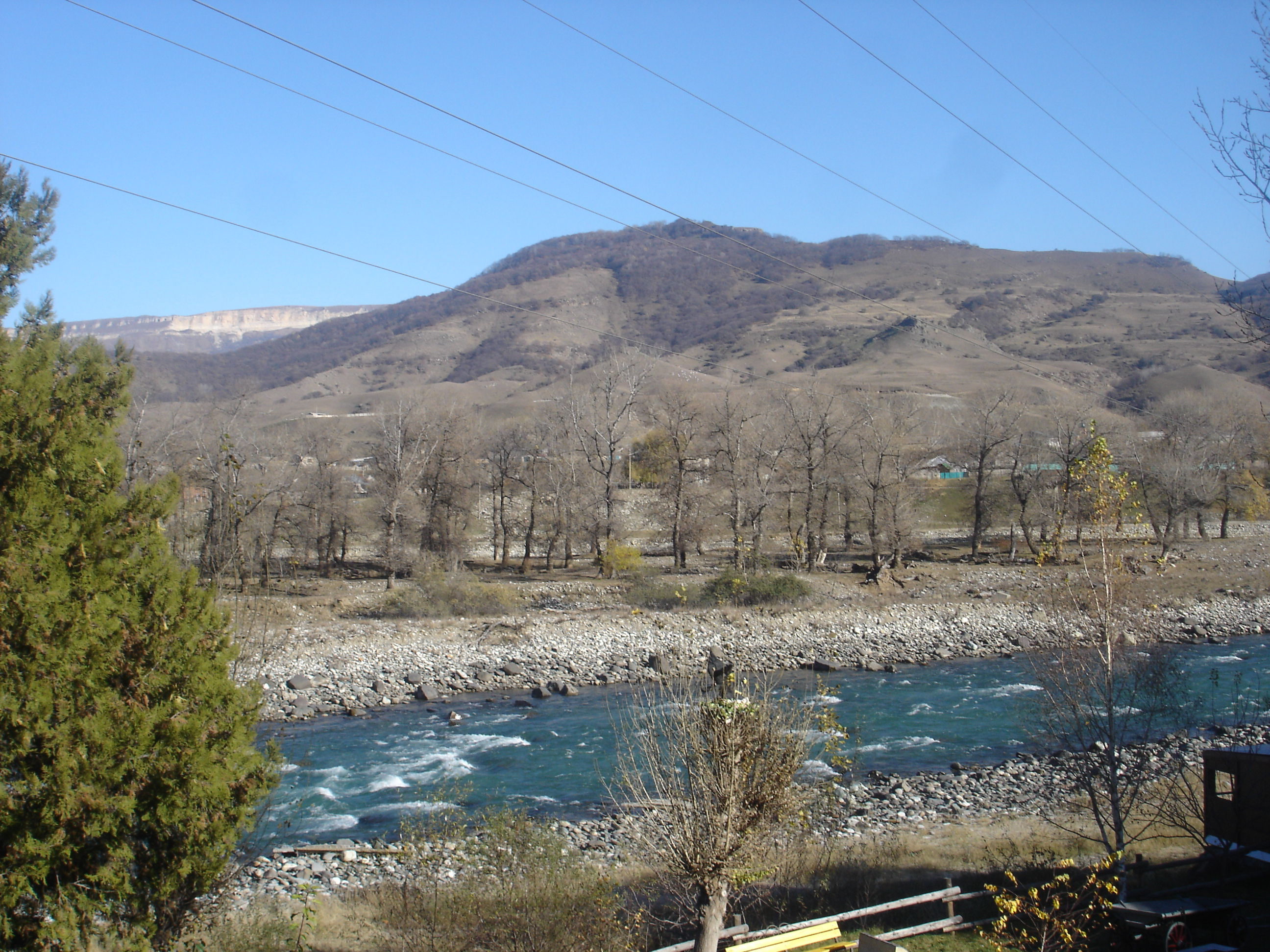
На противоположном берегу — пгт Новый Карачай

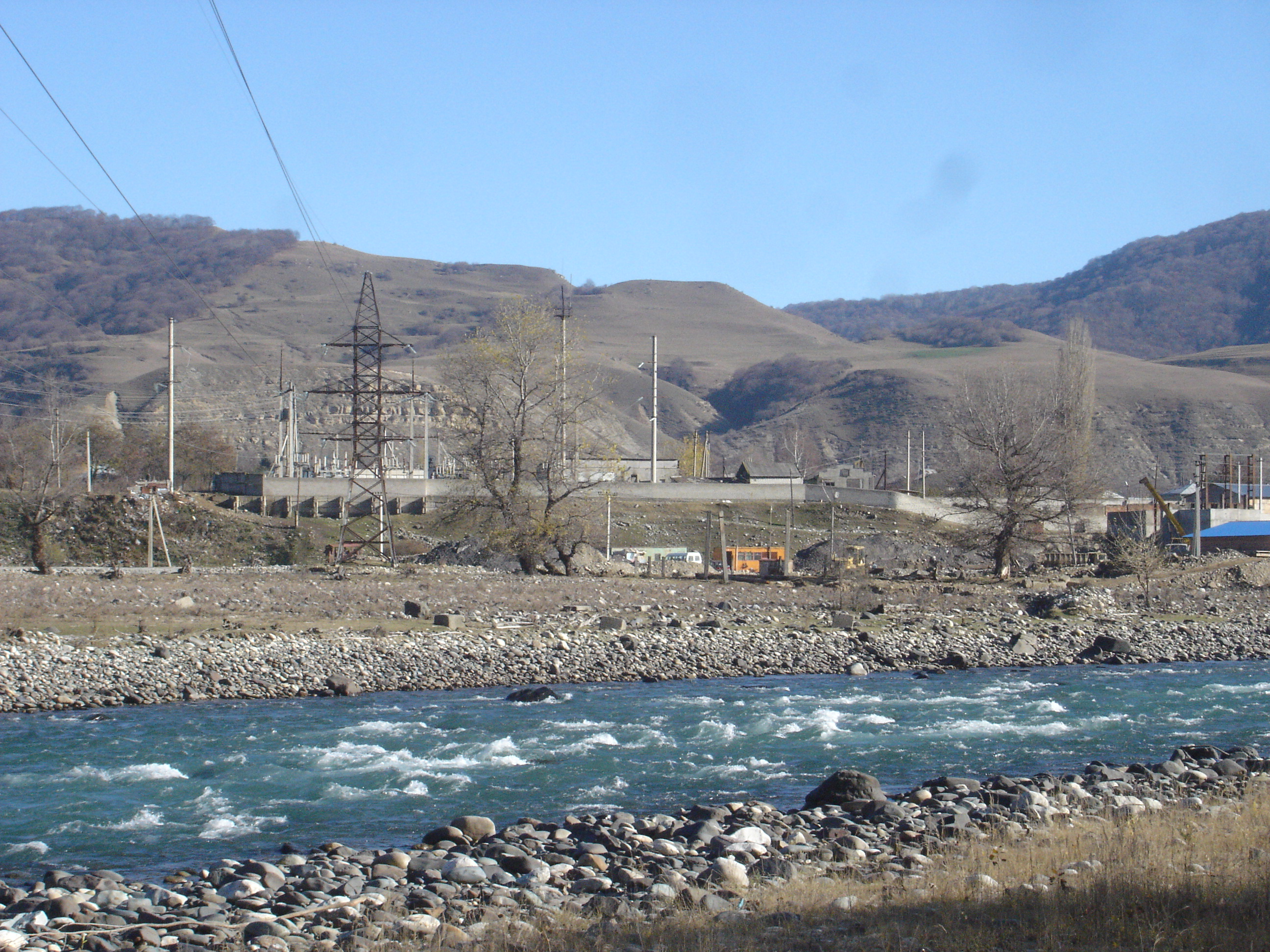
Электроподстанция рядом с малой ГЭС

По данным Всероссийской переписи населения 2002 года:
- карачаевцы — 2 092 чел. (96,7 %),
- русские — 23 чел. (1,1 %),
- другие национальности — 48 чел. (2,2 %).

По данным Всероссийской переписи населения 2010 года:
- карачаевцы — 3 002 чел. (98,9 %),
- другие национальности — 17 чел. (0,6 %),
- национальность не указана — 16 чел. (0,5 %).

## Инфраструктура
- Врачебная амбулатория
- Ново-Карачаевская ветеринарная лечебница
- Средняя общеобразовательная школа
- Детский сад «Фатимка»
- Дом культуры
- Библиотека-филиал
- Отделение почтовой связи
- Филиал Управления мелиорации земель и сельскохозяйственного водоснабжения по Карачаево-Черкесской Республике, находящегося в ведении Министерства сельского хозяйства РФ[33]
- Малая ГЭС
- Физкультурно-спортивный комплекс[8]

## Известные уроженцы
- Тоторкулов, Алий Хасанович — председатель президиума Российского конгресса народов Кавказа, президент, затем председатель попечительского совета Фонда содействия развитию карачаево-балкарской молодёжи «Эльбрусоид».
- Салпагаров, Ахмат Анзорович — российский политик, член Совета Федерации (с 2015 года).